# Perdita compta
Perdita compta är en biart som beskrevs av Timberlake 1964. Perdita compta ingår i släktet Perdita och familjen grävbin. Inga underarter finns listade i Catalogue of Life.